# Cara-Beth Burnside
Cara-Beth Burnside (Orange, 23 luglio 1971) è una skater e snowboarder statunitense.
È tra le atlete più famose nei suoi sport. È stata il primo presidente dell'Action Sports Alliance.

## Biografia
Cara-Beth Burnside ha iniziato a fare skateboard nelle competizioni maschile nelle anni '80 a causa della mancanza delle competizioni femminili.  Durante questo periodo, ha iniziato a imparare a fare snowboard.  Lei è la prima donna ad essere in copertina di Thrasher Magazine e la prima donna ad avere la sua stessa scarpa da skate.
È un'avvocatessa per sport femminile e una vegetariana.